# Lipovača
Lipovača es una localidad de Croacia situada en el municipio de Rakovica, en el condado de Karlovac. Según el censo de 2021, tiene una población de 130 habitantes.

## Demografía
| Gráfica de población de Lipovača 1857-2021                         |
|                                                                    |
| Según los censos de población de la Oficina de Estadísticas Croata |